# Primavera Atlético Clube
O Primavera Atlético Clube, ou apenas Primavera, é um clube brasileiro de futebol, com sede na cidade de Primavera do Leste, no estado do Mato Grosso. Suas cores são o roxo e o branco.
Junto do União Esporte Clube, é uma das equipes a nunca terem sido rebaixadas no Campeonato Mato-Grossense de Futebol.
Além dos departamentos do futebol, incorporou a Associação Primaverense de Voleibol em 2023.
O clube foi campeão mato-grossense apenas em uma edição, de 2025. Na final enfrentou o Cuiabá, final essa que terminou com o título estadual inédito do Gigante Roxo.

## História

### Fundação e anos iniciais
Estreou como equipe profissional em 2022, na segunda divisão do Mato-Grossense, sendo que cerca de 60% dos atletas inscritos para o certame eram oriundos de Primavera do Leste. Foi eliminado na primeira fase ao somar 2 pontos e ficar em último do seu grupo, com 2 empates e 2 derrotas.
Venceu a Associação Grêmio Sorriso nas semifinais do ano seguinte, garantindo o acesso à primeira divisão de 2024 e, na final, conquistou o título fora de casa sobre a Associação Atlética Araguaia por 3x2, após um empate em casa com gol. Durante a fase final do campeonato, o  Estádio Cerradão, recebeu uma média de mil torcedores por jogo.

### Estreia na primeira divisão estadual
Debutou pela elite estadual em 20 de janeiro de 2024, contra o Cuiabá Esporte Clube. Na ocasião, o confronto aconteceu na Arena Pantanal, e terminou com o empate em 1x1. Jordan marcou o primeiro gol da história do Corujão na competição, após cobrança de escanteio.[15] Terminou a classificação na sétima colocação na primeira fase, encerrando assim sua participação.

### Conquista do Mato-Grossense
Após terminar em quarto lugar na primeira fase da competição, o Primavera despachou o Nova Mutum nas quartas-de-final, perdendo o jogo de ida por 1x0 porém revertendo com folga no jogo da volta por 5x1. 
Nas semifinais, enfrentou o Mixto, equipe que até aquela altura do campeonato possuía a melhor campanha, e após dois empates de 1x1 na ida e 2x2 na volta, o Roxo derruba o Tigre da Vargas nos pênaltis no  Dutrinha por 4x2. 
Na final, perdeu o jogo de ida por 2x1 para o Cuiabá, e na volta, em plena Arena Pantanal, o Gigante Roxo derrota o Dourado no tempo normal por 1x0, e com o placar de 4x2 nos pênaltis, se sagra o campeão mato-grossense de 2025.  

## Títulos
| ESTADUAIS | ESTADUAIS                            | ESTADUAIS | ESTADUAIS  |
|           | Competição                           | Títulos   | Temporadas |
| --------- | ------------------------------------ | --------- | ---------- |
|           | Campeonato Mato-Grossense            | 1         | 2025       |
|           | Campeonato Mato-Grossense 2ª Divisão | 1         | 2023       |

## Estatísticas

### Participações
|  | Participações em 2026 |

| Competição  | Competição                | Temporadas | Melhor campanha    | Estreia | Última | P | R |
| Mato Grosso | Campeonato Mato-Grossense | 3          | Campeão (2025)     | 2024    | 2026   |   | – |
| Mato Grosso | 2ª Divisão                | 2          | Campeão (2023)     | 2022    | 2023   | 1 |   |
| Mato Grosso | Copa FMF                  | 1          | 6º colocado (2024) | 2024    | 2024   |   |   |
|             | Copa Verde                | 1          | Estreia (2026)     | 2026    | 2026   |   |   |
| Brasil      | Série D                   | 1          | Estreia (2026)     | 2026    | 2026   | – |   |
| Brasil      | Copa do Brasil            | 1          | Estreia (2026)     | 2026    | 2026   |   |   |